# Londyńczycy (serial telewizyjny)
Londyńczycy / Londyńczycy 2 (ang. Londoners) – polski serial obyczajowy, emitowany przez telewizję TVP1 od 23 października 2008 do 23 grudnia 2009.
Pierwsza seria serialu liczy 13 odcinków, druga (Londyńczycy 2) ma 16 odcinków. W każdej serii odcinki są liczone od 1.
20 maja 2010 TVP poinformowała, że nie planuje już kontynuować tego serialu.

## Fabuła
Opowiada o życiu polskich emigrantów młodego pokolenia w Londynie. Większość zdjęć do serialu realizowana była w Londynie (m.in. w Soho, Ealing, City, Canary Wharf i West End); pozostałe w Polsce. Polscy aktorzy posługują się w tym serialu dwoma językami: polskim i angielskim.

## Role główne
| Aktor                  | Rola                           | Seria       | Seria         |             |
| Aktor                  | Rola                           | Londyńczycy | Londyńczycy 2 |             |
| ---------------------- | ------------------------------ | ----------- | ------------- | ----------- |
| Natalia Rybicka        | Joanna Koryn (Budzisz)         | Główna rola | Główna rola   |             |
| Lesław Żurek           | Andrzej Koryn                  | Główna rola | Główna rola   |             |
| Robert Więckiewicz     | Marcin Malec                   | Główna rola | Gościnnie     |             |
| Gabriela Muskała       | Ewa Malec                      | Główna rola | Główna rola   |             |
| Michał Włodarczyk      | Stanisław Malec                | Główna rola | Główna rola   |             |
| Rafał Maćkowiak        | Paweł Kozłowski                | Główna rola | Główna rola   |             |
| Marieta Żukowska       | Maria Rost                     | Gościnnie   | Główna rola   |             |
| Marcin Bosak           | Wojciech Górski                | Główna rola | Główna rola   |             |
| Kamilla Baar-Kochańska | Katarzyna Przybylska           |             | Główna rola   | Główna rola |
| Przemysław Sadowski    | Dariusz Michalski              | Główna rola | Główna rola   |             |
| Grażyna Barszczewska   | Nina Strzegomska               | Główna rola | Główna rola   |             |
| Roma Gąsiorowska       | Mariola Michalska (Biedrzycka) | Główna rola | Główna rola   |             |

## W rolach pozostałych
- Jakub Zdrójkowski – Matthew, wnuk Niny
- Adam Zdrójkowski – Jimmy, wnuk Niny
- Michał Czernecki – Robal
- Maja Bohosiewicz – Kinga
- Julia Balsewicz – Iza
- Janusz Chabior – Jacek „Doktor”
- Sławomir Orzechowski – Wiesio
- Marcin Tyrol – Romek
- Małgorzata Buczkowska – Wiola
- Piotr Borowski – Rumun
- Sylwia Juszczak – Justyna
- Weronika Rosati – Veronika
- Michał Sitarski – Tomasz
- Weronika Książkiewicz – Agnieszka
- Kacper Kowalski – Willy
- Aleksandra Konieczna – Basia
- Katarzyna Figura – Elizabeth
- Marcin Czarnik – Mariusz
- Michał Żurawski – Alek Nawrocki
- Rui Carlos Ferreira – Edilson Ribeiro
- Julia Rosnowska – Ola Kubacka
- Mirosław Haniszewski – policjant Jacek Turewicz
- Ryan Hurst – James Dyer
- Selva Rasalingam – Zayed
- James Doherty – Alvin Fox
- Nadia Aldridge – Kate
- Dominic Cazenove – Peter
- Gareth Llewelyn – Steven
- Oliver Gilbert – nauczyciel John
- Allan Hale – Miguel
- Stephen Raaman Hughes – Hamid
- Nicholas Kipriano – Ali
- Philip Michael – Jamaj
- Nathan Lewis – Tanzan
- Fionnuala Ellwood – Annabelle
- Victor Perel – ratownik
- Harry Napier – Brian
- Magdalena Grąziowska – Magda
- Wojciech Zieliński – Leszek Przybylski, mąż Kasi
- Jacek Braciak – Marian

## Spis serii
| Seria | Odcinki | Tytuł         | Premiera             | Finał            |
| ----- | ------- | ------------- | -------------------- | ---------------- |
| 1     | 13      | Londyńczycy   | 23 października 2008 | 29 stycznia 2009 |
| 2     | 16      | Londyńczycy 2 | 10 września 2009     | 23 grudnia 2009  |

## Teledysk
3 grudnia 2009 przed emisją 13 odcinka II serii został wyemitowany Oficjalny Teledysk Serialu Londyńczycy, w którym zostały pokazane na przemian sceny z 1 i 2 serii. Między niektórymi scenami pokazana była autorka piosenki: Pati Yang wykonująca piosenkę „Timebomb”. Piosenka pochodziła z trzeciego studyjnego albumu polskiej piosenkarki: Faith, Hope + Fury.

## Dystrybucja za granicą
- Szwecja – Telewizja Publiczna SVT
- Łotwa – Telewizja Publiczna LTV7

## Pozostała ekipa filmowa
- Montaż – Leszek Starzyński, Maciej Pawliński
- Kostiumy – Dominika Gebel
- Dźwięk – Piotr Krzanowski

## Oglądalność
| Odc. | Data                 | Widownia (ok.) |
| ---- | -------------------- | -------------- |
| 1    | 23 października 2008 | 4 948 000      |